# Конанка
Кона́нка (рос. Конанка) — річка у Зав'яловському районі Удмуртії, Росія, ліва притока Вожойки.
Довжина річки становить 8 км. Бере початок на кордоні Воткінського та Зав'яловського районів, в середині трикутника, утвореного селами Чорна, Банне та Руський Вожой. Окрім нижньої течії, повністю протікає через лісові масиви. Долина широка, правий берег дещо підвищений. Впадає до Вожойки на території села Руський Вожой.
На річці розташоване село Руський Вожой, де збудовано автомобільний міст. У верхів'ї також збудовано залізничний міст на вузькоколійній залізниці Хохряки-Сокол. Басейн річки використовується для велотуризму.